# Carebara perpusilla
Carebara perpusilla  (лат.) — вид очень мелких муравьёв рода Carebara из подсемейства Myrmicinae (Formicidae). Эндемик Африки: Замбия, Зимбабве, Руанда, Кения, Танзания, Уганда, ЮАР (в дождевых лесах на высотах 42-2100 м).

## Описание
Мелкие муравьи красновато-коричневого или оранжевого цвета. Голова крупных рабочих (солдат) очень большая, немного длиннее своей ширины; затылок вогнутый. У мелких рабочих бока головы и затылок выпуклые.
Длина тела рабочих составляет около 2 мм (солдаты в 2 раза крупнее), длина головы рабочих равна 0,37-0,46 мм (ширина головы — 0,31-0,39 мм), у солдат 0,68-0,95 мм (ширина 0,52-0,70 мм). Усики рабочих состоят из 11 члеников и имеют булаву из двух вершинных сегментов. Проподеум угловатый, с 2 мелкими шипиками. Скапус короткий, длина его у рабочих равна 0,24—0,30 мм, а у солдат 0,28-0,38 мм. Мандибулы с 6 зубцами. Глаза очень мелкие (у рабочих состоят из 1 омматидия, а у солдат из 6-8). Стебелёк между грудкой и брюшком состоит из двух члеников: петиолюса и постпетиолюса (последний четко отделен от брюшка), жало развито, куколки голые (без кокона).

## Систематика
Вид был впервые описан в 1895 году итальянским мирмекологом Карло Эмери по материалам из Ганы под первоначальным названием Pheidologeton perpusillum Emery, 1895. С 1914 года в составе рода Aneleus, с 1966 года в составе рода Oligomyrmex (Ettershank, 1966; Bolton, 1995); в 2004 году включён в состав рода Carebara. Валидный статус подтверждён в 2014 году в ходе ревизии американскими мирмекологами Джорджем Фишером (Georg Fischer; Entomology, California Academy of Sciences, Сан-Франциско, США), Франком Азорза (Frank Azorsa; División de Entomologia, Centro de Ecologia y Biodiversidad, Лима, Перу) и Брайном Фишером (Brian Fisher; Department of Biological Sciences, San Francisco State University, Сан-Франциско). Относят к видовой группе polita species group и трибе Solenopsidini (или Crematogastrini). Таксон Carebara perpusilla близок к виду Carebara silvestrii, от которого отличается мелкими размерами тела и менее грубой сглаженной скульптурой груди.